# Aciagrion congoense
Aciagrion congoense là một loài chuồn chuồn kim trong họ Coenagrionidae.
Aciagrion congoense được Sjöstedt miêu tả khoa học năm 1917.